# Lienardia exquisita
Lienardia exquisita is een slakkensoort uit de familie van de Clathurellidae. De wetenschappelijke naam van de soort is voor het eerst geldig gepubliceerd in 1875 door Nevill & Nevill.